# Tylosurus choram
Tylosurus choram (Rüppell, 1837) è un pesce osseo marino appartenente alla famiglia Belonidae.

## Descrizione
T. choram è molto simile come aspetto generale all'aguglia e soprattutto a Tylosurus acus presenti nel Mediterraneo. Il corpo è molto allungato con entrambe le mascelle allungate a becco. Le pinne dorsale e anale sono inserite molto indietro sul corpo ed hanno un lobo anteriore sviluppato, molto più grande che in T. acus. La pinna caudale è biloba, con il lobo inferiore più sviluppato del superiore. Denti aghiformi di varia dimensione, numerosissimi. La colorazione è blu scura sul dorso e argentea sul resto del corpo.
La taglia massima è di circa 120 cm, la misura media si aggira sui 70 cm.

## Distribuzione e habitat
È endemico della parte più occidentale dell'Oceano Indiano compresi il mar Rosso e il golfo dell'Oman. È una specie lessepsiana, cioè penetrata nel mar Mediterraneo dal canale di Suez anche se è nota una sola cattura sulle coste israeliane. Si tratta di una specie epipelagica legata ad ambienti costieri.

## Biologia

### Alimentazione
Caccia in prevalenza piccoli pesci.

### Riproduzione
Le uova sono dotate di filamenti adesivi e vengono deposte su oggetti galleggianti.

## Pesca
Ha importanza economica in alcune parti dell'areale ma non nel mar Mediterraneo.